# Tosaint Ricketts
Tosaint Ricketts (n. 6 august 1987, Victoria, British Columbia, Canada) este un fotbalist canadian retras din activitate, care a jucat pe post de atacant la echipe ca Vancouver Whitecaps FC, Poli Timișoara și Toronto. Pe plan internațional, are prezențe la națională pentru Canada U-20⁠(d), Canada U23⁠(d) și Canada.

## Cariera de jucător

### MYPA
În 2009, Ricketts a plecat din Alberta și s-a transferat în Finlanda, la MYPA. A debutat pe 4 martie 2009 și a marcat primul său gol pe 13 iunie, într-un meci cu Kuopion Palloseura. A marcat două goluri în Europa League împotriva echipei FC Politehnica Timișoara, echipă care a devenit interesată de el.

### Poli Timișoara
Pe 19 noiembrie 2010, Ricketts a semnat un contract pe trei ani cu formația română Poli Timișoara. El a debutat pe Stadionul Dan Păltinișanu pe 26 februarie 2011, într-o victorie 3-1 cu Gaz Metan Mediaș.Politehnica Timișoara on Dan Păltinișanu in 3–1 won against Gaz Metan Mediaș. A marcat primul său gol într-un meci cu CFR Cluj, pe 5 martie 2011. Formația din Timișoara s-a desființat în 2012, Ricketts devenind liber de contract.

### Vålerenga
Pe 31 august 2012, a fost anunțat că Ricketts a semnat cu echipa norvegiană Vålerenga Oslo. Ricketts a debutat în Norvegia într-o victorie 1–0 cu Sogndal, de pe 5 noiembrie 2012.

## Echipa națională
In luna ianuarie 2011, Ricketts a fost chemat pentru prima oară la echipa națională a Canadei, într-un meci amical cu națională Greciei, de pe 9 februarie. A intrat din poziția de rezervă în repriza a doua, dar meciul s-a terminat cu scorul de 0-1. Pe 1 iunie 2011, Ricketts a marcat primul său gol, un gol egalizator din ultimul minut, într-un meci 2-2 cu Ecuadorului.

### Goluri internaționale
| # | Date              | Venue                                                    | Opponent                   | Score | Result | Competition                                 |
| - | ----------------- | -------------------------------------------------------- | -------------------------- | ----- | ------ | ------------------------------------------- |
| 1 | 1 iunie 2011      | BMO Field, Toronto, Canada                               | Ecuador                    | 2–2   | 2–2    | Amical                                      |
| 2 | 6 septembrie 2011 | Estadio Juan Ramón Loubriel, Bayamon, Puerto Rico        | Puerto Rico                | 3–0   | 3–0    | Preliminariile Campionatulului Mondial 2014 |
| 3 | 15 noiembrie 2011 | BMO Field, Toronto, Canada                               | Sfântul Cristofor și Nevis | 4–0   | 4–0    | Preliminariile Campionatulului Mondial 2014 |
| 4 | 15 august 2012    | Central Broward Regional Park, Lauderhill, Statele Unite | Trinidad și Tobago         | 1–0   | 2–0    | Amical                                      |
| 5 | 12 octombrie 2012 | BMO Field, Toronto, Canada                               | Cuba                       | 1–0   | 3–0    | Preliminariile Campionatulului Mondial 2014 |

## Palmares
FC Politehnica Timișoara
- Liga I
  - Vicecampion: 2011
- Liga a II-a
  - Campion: 2012